# KZ Benninghausen
Das KZ Benninghausen war ein frühes Konzentrationslager in der Zeit des Nationalsozialismus. Es befand sich in der Gemeinde Benninghausen bei Lippstadt und existierte vom 29. März 1933 bis zum 28. September 1933.
Das KZ war dem Provinzialarbeitshaus angegliedert, dessen Direktor Hans Clemens auch dem Konzentrationslager vorstand. Die politischen Gefangenen, die im KZ inhaftiert wurden, wurden als „Polizeigefangene“ bezeichnet und von den regionalen Polizeidienststellen eingeliefert. Die Initiative zur Errichtung des Lagers ging auf den Lippstädter Landrat zurück. Weisungen das Arbeitshaus und das KZ betreffend erteilte neben dem Landrat auch das Regierungspräsidium Arnsberg. Die Bewachung der Gefangenen wurde lokalen Verbänden der Sturmabteilung übertragen, die als „Hilfspolizisten“ vereidigt wurden und damit dem Lippstädter Landrat unterstanden. Obwohl Clemens die nominelle Lagerleitung innehatte, gilt es als wahrscheinlich, dass der SA-Sturmhauptführer Wilhelm Pistor der faktische Kommandant war.

## Geschichte
Das Arbeitshaus war bereits seit den 1920er Jahren als Hilfsgefängnis der Justiz benutzt worden und bot sich daher für die Unterbringung der politischen Gefangenen an. Insgesamt wurden in Benninghausen 344 Häftlinge festgehalten. Die ersten Transporte von insgesamt 110 Häftlingen, Angehörige von KPD und SPD, trafen am 29. März 1933 in Benninghausen ein. Am 25. April 1933 und am 11. Mai 1933 trafen mit 19 und 39 Personen nochmals größere Gefangenentransporte ein. Der höchste Belegungsstand belief sich auf 220 Häftlinge.
Bereits im Juli 1933 waren durch Entlassungen und Verlegungen nur noch 108 Gefangene im KZ Benninghausen. Zum 1. August 1933 wurden weitere 90 ins KZ Papenburg verlegt, zum 1. und zum 14. September 1933 wurde dem größten Teil der Wachtruppe gekündigt. Mit der Verlegung der letzten 9 Häftlinge am 28. September 1933 endete die Existenz des KZ Benninghausen.
Nach 1945 wurde das Arbeitshaus in eine Landespflegeanstalt umgewandelt. Seit 1968 firmierte diese als „Westfälisches Landeskrankenhaus Benninghausen. Langzeitkrankenhaus für Psychiatrie“, heute heißt die Einrichtung „Westfälisches Pflege- und Förderzentrum Lippstadt-Benninghausen“. Vor Ort ist keine Form des öffentlichen Gedenkens an das ehemalige Konzentrationslager vorhanden. Auf einer Zeittafel vor dem Gebäude heißt es: „1918–1945: Aus dem Arbeitshaus wird ein Hilfsstrafgefängnis.“

## Haftbedingungen
Die Häftlinge waren der Willkür der SA-Männer ausgesetzt. Prügel und psychische Quälereien waren an der Tagesordnung. Belegt sind mindestens zwei Scheinhinrichtungen und zahlreiche Fälle von Misshandlungen per Gummiknüppel, bei denen das Opfer mit kaltem Wasser übergossen wurde, sobald es bewusstlos geworden war. Ehemalige Häftlinge berichteten von Suizidversuchen, um der Folter zu entgehen. Vor einer Entlassung musste der Betreffende eine Erklärung unterschreiben, dass er gut behandelt und nicht geschlagen worden sei.
Trotzdem stellte ein ehemaliger Häftling 1934 Strafanzeige. Der Oberstaatsanwalt in Paderborn befasste sich mit der Angelegenheit. In einer Stellungnahme erklärte der Direktor Clemens, für die Bewachung der Häftlinge nicht zuständig gewesen zu sein und versuchte die Vorfälle herunterzuspielen. So schrieb er, dass blaue Flecken nicht zweifelsfrei auf Misshandlungen zurückzuführen seien; dass es sich bei den Selbstmordversuchen lediglich um „ganz oberflächliche Schnittverletzungen“ handele und der Betreffende „sich diese Verletzungen zugefügt habe in der Hoffnung, auf diesem Wege aus der Schutzhaft in ein Krankenhaus überführt zu werden.“
Die Misshandlungen im KZ Benninghausen wurden 1950/51 von der Staatsanwaltschaft Paderborn in drei Verfahren untersucht.